# Colton (Califòrnia)
Colton és una ciutat al Comtat de San Bernardino a l'estat de Califòrnia. Segons el cens del 2000 tenia 47.662 habitants.

## Demografia
Segons el cens del 2000, Colton tenia 47.662 habitants, 14.520 habitatges, i 10.904 famílies. La densitat de població era de 1.217,9 habitants/km².
Dels 14.520 habitatges en un 46,5% hi vivien nens de menys de 18 anys, en un 48,3% hi vivien parelles casades, en un 19,5% dones solteres, i en un 24,9% no eren unitats familiars. En el 19,4% dels habitatges hi vivien persones soles el 4,6% de les quals corresponia a persones de 65 anys o més que vivien soles. El nombre mitjà de persones vivint en cada habitatge era de 3,26 i el nombre mitjà de persones que vivien en cada família era de 3,76.
Per edats la població es repartia de la següent manera: un 34,9% tenia menys de 18 anys, un 11,9% entre 18 i 24, un 31,5% entre 25 i 44, un 15,2% de 45 a 60 i un 6,4% 65 anys o més.
L'edat mediana era de 27 anys. Per cada 100 dones de 18 o més anys hi havia 93,8 homes.
La renda mediana per habitatge era de 35.777 $ i la renda mediana per família de 37.911 $. Els homes tenien una renda mediana de 32.152 $ mentre que les dones 25.118 $. La renda per capita de la població era de 13.460 $. Entorn del 18,2% de les famílies i el 19,6% de la població estaven per davall del llindar de pobresa.

## Poblacions properes
El següent diagrama mostra les poblacions més properes.